# Ингевони
Ингевоните (Ingaevonen; Ingwäonen, Ingväonen, Ingvaeonen) са според римските писатели Плиний Стари и Тацит група от германски племена, които са живели на Северно море („proximi oceano“).
Към тях се причисляват племената Англи, Хавки, Фризи, Сакси, Варни, Юти, Кимври и Тевтони.